# Wagner Dias Neves
Wagner Dias Neves (Cornélio Procópio, 15 de janeiro de 1968), mais conhecido como Vaguinho ou Waguinho, é um ex-jogador brasileiro de futsal, que atuava na posição de ala. Ele fez parte da Seleção Brasileira de Futsal que conquistou o terceiro título mundial em 1996.